# Brycinus peringueyi
Brycinus peringueyi és una espècie de peix pertanyent a la família dels alèstids.

## Descripció
- Pot arribar a fer 13,3 cm de llargària màxima.[4][5]

## Hàbitat
És un peix d'aigua dolça, pelàgic i de clima tropical.

## Distribució geogràfica
Es troba a Àfrica: és un endemisme del riu Luapula (conca del riu Congo).

## Observacions
És inofensiu per als humans.